# Copa Interamericana 1990
La Copa Interamericana 1990 est la 13e édition de la Copa Interamericana. Cet affrontement oppose le club paraguayen du Club Olimpia, vainqueur de la Copa Libertadores 1990 au Club América, club mexicain vainqueur de la Coupe des champions de la CONCACAF 1990.
Les rencontres ont lieu le 1er octobre 1991 et le 12 octobre 1991.
Le Club América remporte cette treizième édition sur le score cumulé de 3-2.

## Contexte
Le Club América remporte la Coupe des champions de la CONCACAF 1990 en disposant en finale du FC Pinar del Río (2-2 et 6-0). C'est la troisième coupe des champions de la CONCACAF gagnée par le club. Les mexicains ont disputé l'édition 1977 de la Copa Intermericana. Elle s'est alors imposée face à Boca Juniors.
Le Club Olimpia se qualifie en gagnant la Copa Libertadores 1990 contre le Barcelona Sporting Club (2-0 et 1-1). C'est la deuxième Copa Libertadores gagnée par le club après celle de 1979. Les paraguayens se sont imposés lors de l'édition 1979 de la Copa Intermericana.

## Match aller
| 1er octobre 1991 | Club Olimpia | 1 - 1 | Club América | Estadio Manuel Ferreira, Asuncion |  |
|                  | González 30e |       | 9e Manga     |                                   |  |
|                  | Rapport      |       |              |                                   |  |

| Club Olimpia : |                          |          |
| Gardien de but | Jorge Battaglia          |          |
| D              | Virginio Cáceres         |          |
| D              | Mario César Ramírez (en) |          |
| D              | Rogelio Delgado          |          |
| D              | Silvio Suárez            |          |
| M              | Fermín Balbuena (en)     |          |
| M              | Jorge Guasch             |          |
| M              | Carlos Guirland          |          |
| M              | Gómez                    | Remplacé |
| A              | Gabriel González         |          |
| A              | Carlos Luis Torres       | Remplacé |
| Remplaçants :  |                          |          |
| A              | Jorge Luis Campos        | Entré    |
| A              | Felipe Nery Franco (en)  | Entré    |
| Entraîneur :   |                          |          |
| Aníbal Ruiz    |                          |          |

| Club América : |                            |          |
| Gardien de but | Alejandro García Barrera   |          |
| D              | Juan Hernández             |          |
| D              | Jose Enrique Vaca          |          |
| D              | José Enrique Rodón (de)    |          |
| D              | Cesilio de los Santos      |          |
| M              | Alejandro Domínguez Escoto |          |
| M              | Jesús Eduardo Córdova (de) |          |
| M              | Gonzalo Farfán (de)        |          |
| M              | Antônio Carlos Santos      |          |
| A              | Edu Manga                  | Remplacé |
| A              | Luis Roberto Alves         |          |
| Remplaçants :  |                            |          |
| A              | Arturo Cañas               | Entré    |
| Entraîneur :   |                            |          |
| Carlos Miloc   |                            |          |

## Match retour
| 12 octobre 1991 | Club América             | 2 - 1 | Club Olimpia | Stade Azteca, Mexico |  |
|                 | Toninho 7e · Toninho 41e |       | 20e González |                      |  |
|                 | Rapport                  |       |              |                      |  |

| Club América : |                            |     |     |
| Gardien de but | Alejandro García Barrera   |     |     |
| D              | Juan Hernández             |     |     |
| D              | Alejandro Domínguez Escoto |     |     |
| D              | José Enrique Rodón (de)    |     |     |
| D              | Cesilio de los Santos      |     | 55e |
| M              | Gonzalo Farfán (de)        |     |     |
| M              | Jesús Eduardo Córdova (de) | 26e |     |
| M              | Antônio Carlos Santos      |     |     |
| A              | Edu Manga                  |     |     |
| A              | Toninho Dos Santos (en)    | 64e |     |
| A              | Luis Roberto Alves         |     |     |
| Remplaçants :  |                            |     |     |
| D              | Jose Enrique Vaca          | 26e |     |
| A              | Arturo Cañas               | 64e |     |
| Entraîneur :   |                            |     |     |
| Carlos Miloc   |                            |     |     |

| Club Olimpia : |                          |     |     |
| Gardien de but | Jorge Battaglia          |     |     |
| D              | Virginio Cáceres         |     |     |
| D              | Mario César Ramírez (en) |     |     |
| D              | Rogelio Delgado          |     | 55e |
| D              | Silvio Suárez            |     |     |
| M              | Fermín Balbuena (en)     |     |     |
| M              | Jorge Guasch             |     |     |
| M              | Adolfo Jara Heyn (en)    |     |     |
| M              | Carlos Guirland          | 55e |     |
| A              | Gabriel González         |     |     |
| A              | Cristóbal Cubilla        | 46e |     |
| Remplaçants :  |                          |     |     |
| M              | Julio César Romero       | 46e |     |
| D              | César Castro             | 55e |     |
| Entraîneur :   |                          |     |     |
| Aníbal Ruiz    |                          |     |     |